# 11426 Molster
11426 Molster là một tiểu hành tinh vành đai chính với chu kỳ quỹ đạo là 2042.4811107 ngày (5.59 năm).
Nó được phát hiện ngày 24 tháng 9 năm 1960.